# Eracle Arion
Eracle Arion (ur. 24 lutego 1838 w Bukareszcie, zm. 27 września 1903 tamże) – generał armii rumuńskiej, komendant Szkoły Oficerskiej Artylerii i Wojsk Inżynieryjnych (1881-1882), generalny inspektor artylerii, komendant Twierdzy w Bukareszcie.

## Życiorys
Pochodził z rodziny bojarskiej. W 1855 rozpoczął naukę w szkole oficerskiej w Bukareszcie. Po jej ukończeniu w 1857 kontynuował naukę w Politechnice Paryskiej, a także w szkole oficerów artylerii w Metzu. W 1857 uzyskał awans na stopień podporucznika, a po ukończeniu szkoły w Metzu na stopień porucznika.
W latach 1861–1863 był dowódcą baterii w 1 Pułku Artylerii, a następnie od 1863 pracował w Dyrekcji Artylerii Ministerstwa Wojny. W tym czasie zajmował się kwestią unowocześnienia parku artyleryjskiego armii rumuńskiej. Był odpowiedzialny za nadzór produkcji armat dla Rumunii w zakładach w Nantes. W 1870 w stopniu podpułkownika objął stanowisko dowódcy 2 pułku artylerii. W latach 1875–1877 pełnił funkcję dowódcy artylerii armii rumuńskiej. W tym czasie dokonał reorganizacji formacji tworząc nowe pułki artylerii przy każdej dywizji piechoty. Z jego inicjatywy baterie rumuńskie otrzymały działa 87 mm systemu Kruppa. W latach 1877–1878 służył jako attache wojskowy Rumunii, oddelegowany do kwatery wielkiego księcia Nikołaja Nikołajewicza Romanowa. W latach 1881–1882 pełnił funkcję komendanta Szkoły Oficerskiej Artylerii i Wojsk Inżynieryjnych.
Uczestniczył w wojnie z Turcją w latach 1877-1878. Brał udział w obronie Calafatu, a następnie kierował przygotowaniami artylerii do oblężenia Plewny. Reprezentował stronę rumuńską w rozmowach dotyczących rozejmu z Imperium Osmańskim. W 1883 otrzymał awans na stopień generalski i stanowisko inspektora generalnego artylerii. W latach 1895–1903 pełnił funkcję komendanta Twierdzy w Bukareszcie (Cetatea București).
Był żonaty (żona Sevastia z d. Alexandrescu), miał czworo dzieci. Imię generała nosi jedna z ulic w Bukareszcie.

## Awanse
- podporucznik – 1857
- porucznik – 1861
- kapitan – 1864
- major – 1868
- podpułkownik – 1870
- pułkownik – 1875
- generał brygady – 1883
- generał dywizji – 1902

## Odznaczenia
- Order Gwiazdy Rumunii
- Order Cnoty Wojskowej
- Krzyż Wielki Krzyża Żelaznego
- Order Świętej Anny II klasy
- Order Świętego Włodzimierza IV klasy
- Medal Pamiątkowy Wojny w Latach 1877–78